# Бергіанський ботанічний сад
Бергіанський ботанічний сад (швед. Bergianska trädgården) — ботанічний сад, розташований у північній частині Стокгольма, столиці Швеції.

## Історія
Бергіанський ботанічний сад був заснований у 1791 році на території саду Bergielund у маєтку історика Бенгта Бергіуса (1723—1784) та його брата, ботаніка Петера Йонаса Бергіуса (1730—1790). Сад був розташований на вулиці Karlbergsvägen в центрі Стокгольма. Після смерті братів Бергіусів маєток був переданий Шведській королівській академії наук. У 1885 році, під керівництвом директора Вейта Брехера Віттрока, сад перенесли на сучасне місце розташування.

## Опис ботанічного саду
Сад розташований на півночі Стокгольму, поблизу Стокгольмського університету та Шведського музею природознавства. З 1980-х років частина ботанічного саду належить Стокгольмському університету.
В саду росте понад 7 тисяч різноманітних видів рослин. З 1900 року в саду відкрито Будинок Вікторії з водяними тропічними рослинами. Також на території саду розташована оранжерея імені Едварда Андерсона. Японський ставок був створений у 1991 році на честь 200-річчя створення саду. З 2010 року в саду відкрита експозиція болотних рослин.

## Бергіанський професор
Згідно заповіту братів Бергіусів директор ботанічного саду одночасно є професором.
- 1791—1818 — Петер Улоф Сварц
- 1823—1856 — Юхан Емануель Вікстрем
- 1857—1879 — Нільс Юхан Андерссон
- 1879—1914 — Вейт Брехер Віттрок
- 1915—1944 — Роберт Еліас Фріс
- 1944—1965 — Карл Рудольф Флорін
- 1970—1983 — Монс Рюберг
- 1983—2001 — Бенгт Едвард Юнселль
- 2002—н.в. — Біргітта Бремер

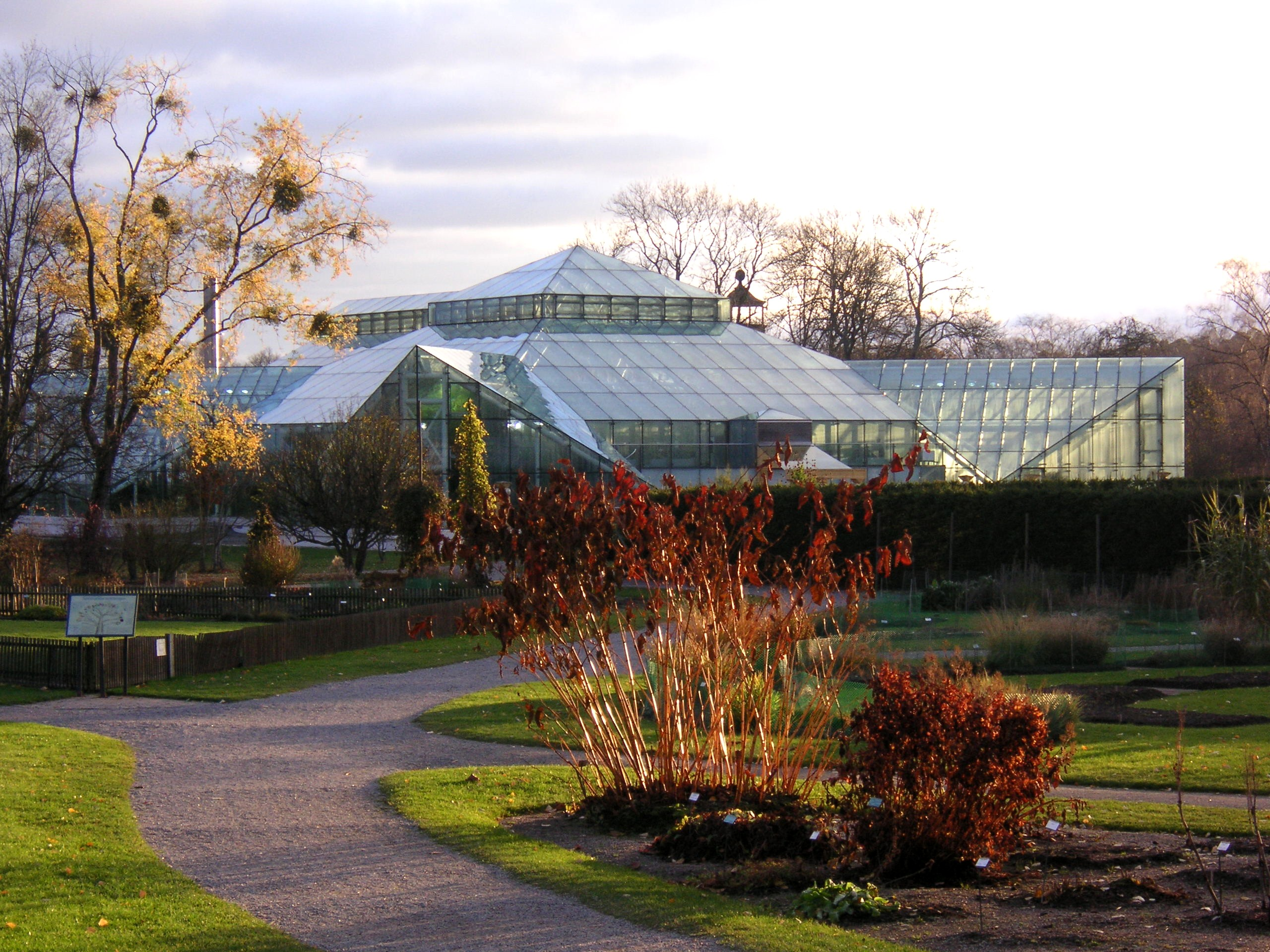
Оранжерея Е.Андерсона
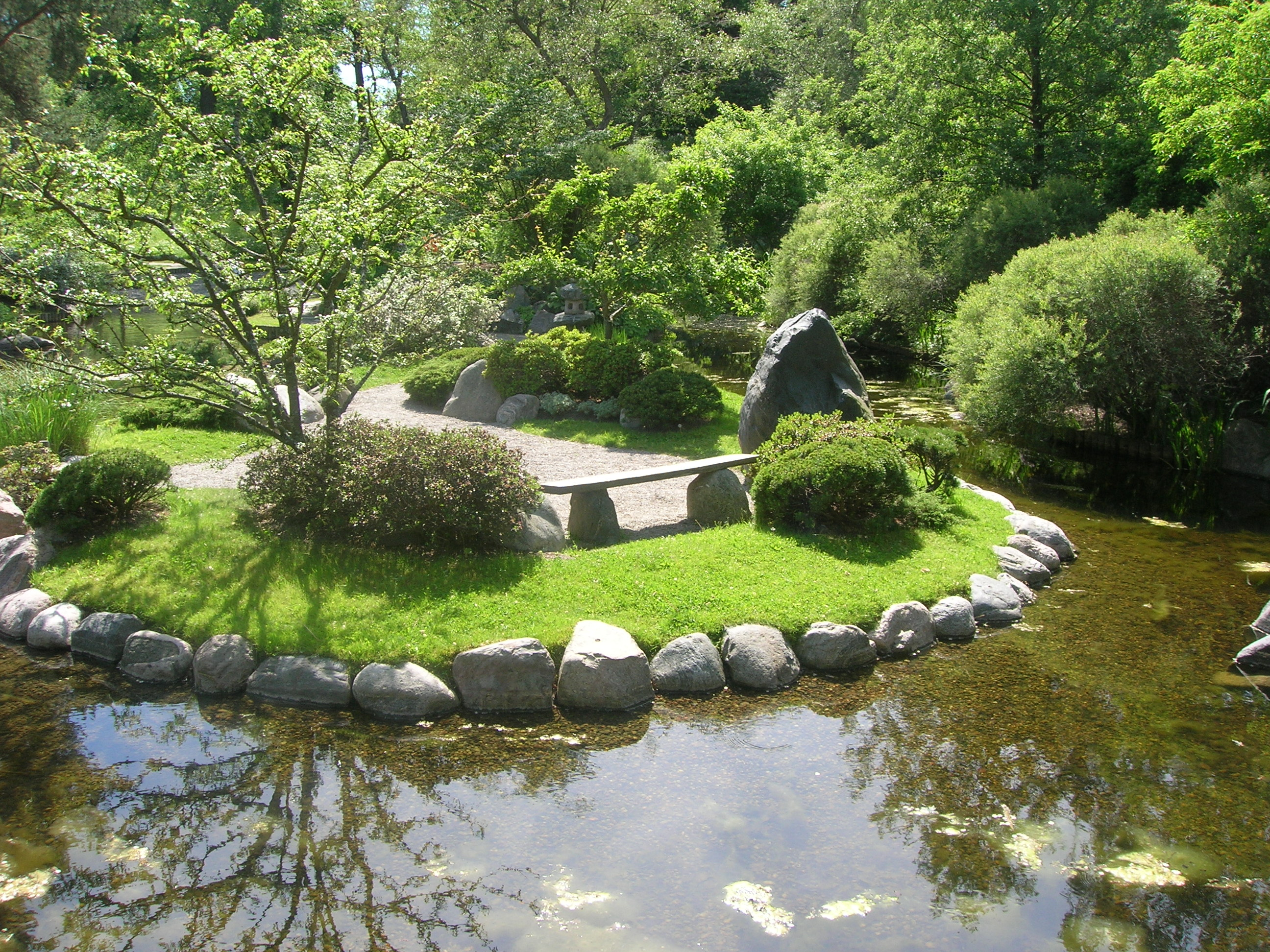
Японський ставок
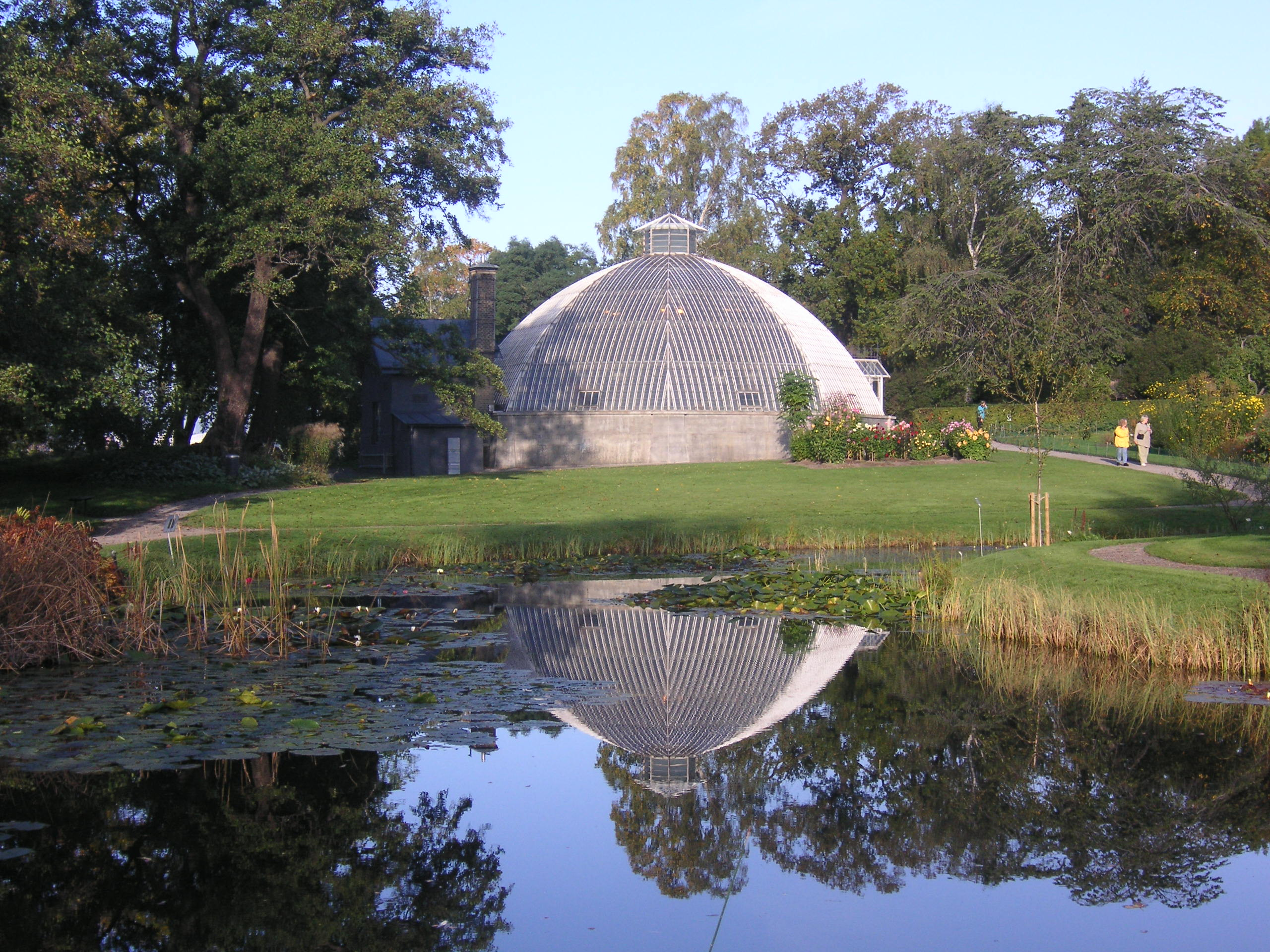
Будинок Вікторії
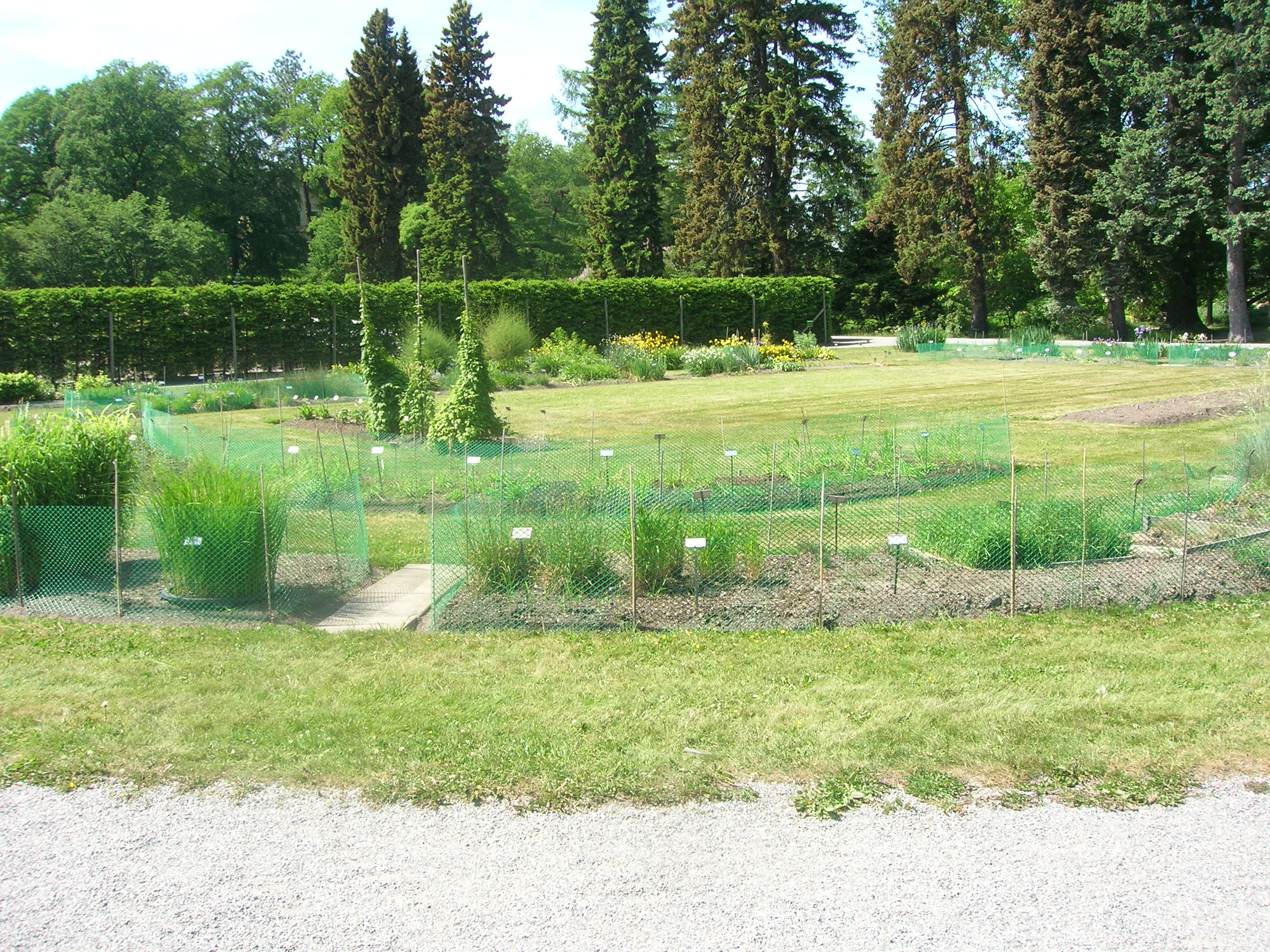
Куточок ботанічного саду
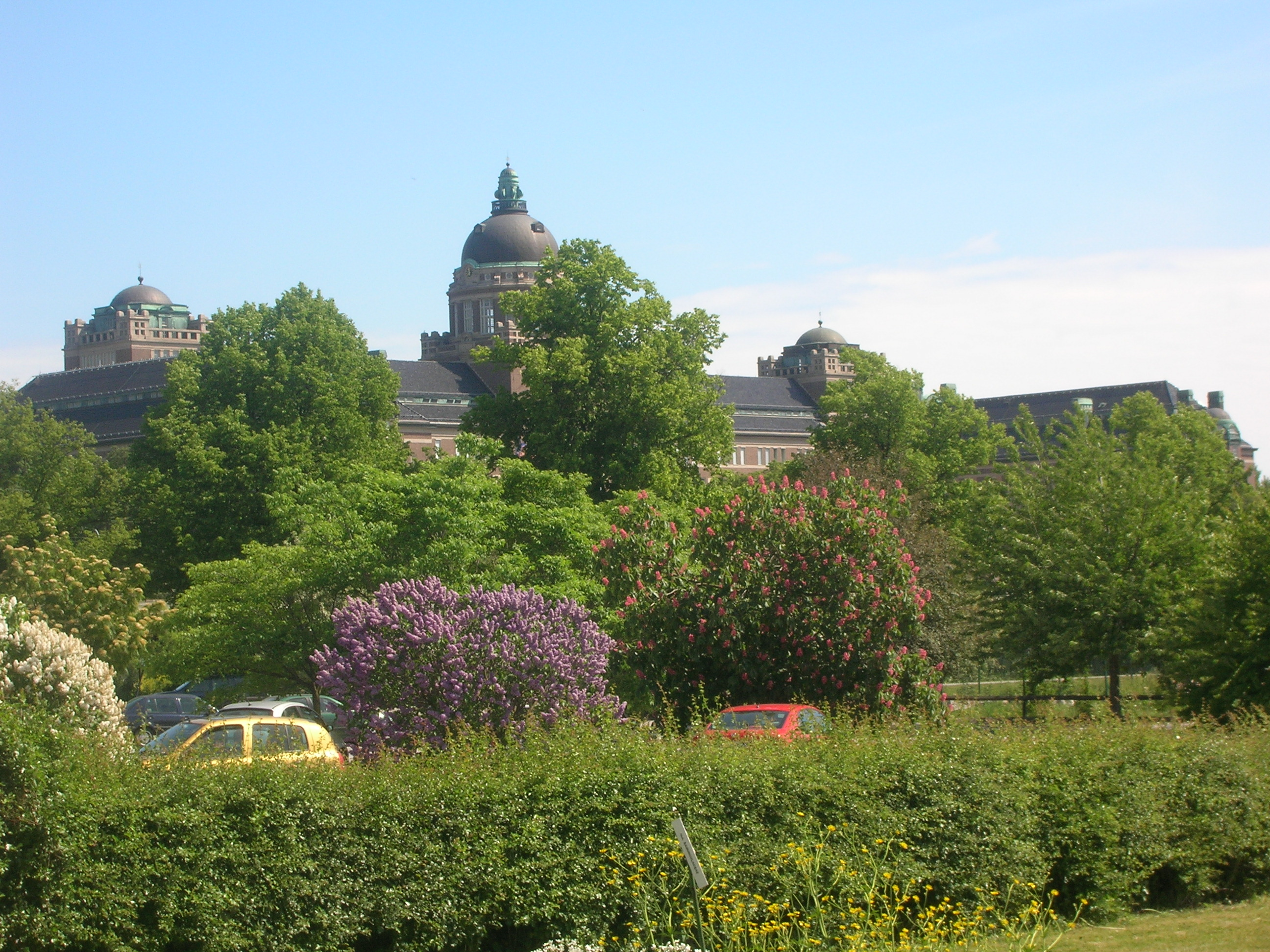
Вид на Шведський музей природознавства